# Tespa
Tespa (ранее Texas eSports Association, с англ. — «техасская киберспортивная ассоциация») — североамериканская студенческая киберспортивная организация, расположенная в офисах Blizzard Entertainment в Ирвайне (Калифорния). Первоначально организация была основана в 2012 году в виде студенческого игрового клуба в Техасском университете в Остине, но уже в следующем году расширилась на всю территорию США. В 2014 году компания стала официальным партнёром Blizzard и стала проводить онлайн-соревнования по Hearthstone, League of Legends, StarCraft II, Heroes of the Storm и Overwatch.

## История
Tespa была основана в 2012 году студентами Техасского университета в Остине Адамом Розеном, Тайлером Ройзеном и Крисом Келли. Проведя турнир Lone Star Clash по StarCraft и League of Legends в 2012 году, организация привлекла внимание зрителей со всей страны, в результате чего начала расширяться сначала на территории Техаса, а потом и в других штатах; так, в 2013 году она начала работать с Невадским университетом в Рино и Калифорнийским университетом в Сан-Диего
В 2013 году было объявлено о заключении партнёрского соглашения между Tespa и Blizzard Entertainment. Tespa получила возможность проводить лицезированные турниры по StarCraft, Hearthstone и Heroes of the Storm, а также разыгрывать на них внутриигровые предметы. В начале 2014 года Tespa и Blizzard Entertainment провели турнир North American Collegiate Hearthstone Open с призовым фондом 5000 долларов, финалы которого прошли в рамках Penny Arcade Expo на выставке Twitch.
В начале 2015 года Tespa и Blizzard объявили об организации серии турниров по находящейся в разработке игре Heroes of the Storm с общим призовым фондом 450 000 долларов; кроме денег, победившая команда также получала полную оплату обучения в университете. В онлайн-стадии турнира, получившего название Heroes of the Dorm, приняло участие более 6200 игроков из 462 школ, а финал прошёл в Шрайн-Аудиториуме в Лос-Анджелесе, Калифорния. Heroes of the Dorm стал первым киберспортивным турниром, транслировавшемся на общегосударственном телеканале в США — ESPN. 28 января 2016 года был анонсирован второй сезон Heroes of the Dorm с увеличенным призовым фондом, который также транслировался по телевидению.

## Compete
В 2014 году Tespa представила проприетарный портал для администрирования и поддержки турниров, названный Compete. Compete изначально разрабатывался для North American Collegiate Hearthstone Open, однако в дальнейшем стал использоваться и для других студенческих киберспортивных турниров, таких как North American Collegiate Championship от Riot Games и Collegiate Hearthstone Championship.